# رزة (طبس مسينا)
رزة (بالفارسية: رزه) هي مستوطنة تقع في إيران في قسم طبس مسینا الريفي. يقدر عدد سكانها بـ 205 نسمة بحسب إحصاء 2016.